# ريتشارد هاريس (ملحن)
ريتشارد هاريس (بالإنجليزية: Richard Harris)‏ هو ملحن بريطاني، ولد في 5 مارس 1968.